# Michele Grassano
Michele Grassano (San Severo, 22 maggio 1986) è un pallavolista italiano.
Gioca nel ruolo di schiacciatore nella Pallavolo Bari.

## Carriera
I primi anni della carriera di Michele Grassano si svolgono fra Serie B1 e Serie B2; la prima, breve apparizione nel campionato cadetto avviene nella stagione 2006-07, quando viene tesserato dall'A.S.D. Modugno Volley, dove rimane per pochi mesi prima di trasferirsi alla Pallavolo Molfetta.
L'esordio in Serie A1 arriva nel campionato 2008-09 con la Pallavolo Piacenza: ricoprendo il ruolo di schiacciatore-laterale vince in due stagioni lo scudetto e la Supercoppa italiana. Viene inoltre convocato per i Giochi del Mediterraneo 2009, ottenendo con la nazionale la medaglia d'oro.
Nel 2010-11 torna nella seconda serie nazionale, al Volley Cavriago, mentre l'anno successivo è ancora in A1 con la maglia della Callipo Sport di Vibo Valentia. Dopo un'annata in Serie A2 al Volley Tricolore Reggio Emilia e una in Serie B2 con la Emma Villas Vitt Chiusi, firma con la Pallavolo Azzurra Alessano, neopromossa in Serie A2, salvo poi fare ritorno a Chiusi a metà campionato e ottenere la promozione in Serie A2, categoria dove milita con la stessa squadra, che nel frettempo cambia nome in Emma Villas Volley e sposta la propria sede a Siena, nella stagione successiva; tuttavia poco dopo l'inizio della competizione, lascia la squadra per accasarsi al Volleyball Aversa, in Serie B1, per il resto della stagione, con cui conquista la promozione in Serie A2. Per l'annata 2016-17 è in Serie B, ingaggiato dalla New Real Volley Gioia, club con il quale poi milita in Serie A2 nella stagione successiva.
Per il campionato 2018-19 si accasa alla Lupi Santa Croce, sempre in serie cadetta.
Per il campionato 2020-2021 dopo la pandemia globale causata da Pandemia di COVID-19 del 2019-2021, COVID-19, Michele prende parte al progetto di Wimore-Energy Volley Parma, dove vestirà il ruolo da capitano in serie B, lui e compagni cercheranno di riportare sotto la guida di coach Alberto Raho, la pallavolo parmense in serie A, fallendo.

## Palmarès
- Campionato italiano: 1

2008-09
- Supercoppa italiana: 1

2009

### Nazionale (competizioni minori)
- Giochi del Mediterraneo 2009